# Brzózki (województwo pomorskie)
Brzózki – wieś w Polsce położona w województwie pomorskim, w powiecie malborskim, w gminie Nowy Staw na obszarze Wielkich Żuław Malborskich.
W latach 1975–1998 miejscowość położona była w województwie elbląskim.
Inne miejscowości o nazwie Brzózki: Brzózki